# Teplice
Teplice (Teplice-Šanov do 1948.) je grad u Češkoj Republici u okviru pokrajine Bohemija. Teplice je četvrti grad po veličini u upravnoj jedinici Ustečki kraj, u okviru kojeg je sedište zasebnog okruga Teplice. Teplice danas ima oko 53.000 stanovnika i posljednjih godina broj stanovnika u gradu stagnira.

## Povijest
Područje Teplica naseljeno je još od doba prapovijesti. Naselje pod današnjim nazivom prvi put se u pisanim dokumentima spominje 762. godine kao slavensko naselje. Naselje je u 12. stoljeću dobilo gradska prava. Tada je grad i njegovo područje bilo naseljeno njemačkim stanovništvom.
Godine 1919. postaju dio novoosnovane Čehoslovačkea, a 1938. godine, kao naselje s njemačkom većinom, je odcijepljeno od Čehoslovačke i pripojeno Trećem Reichu u sklopu Sudetskih oblasti. Nakon Drugog svjetskog rata Nijemci su se prisilno iselili iz grada u Njemačku. Za vrijeme komunizma grad je naglo industrijaliziran. Nakon osamostaljenja Češke došlo je do opadanja aktivnosti teške industrije i do problema s prestrukturiranjem privrede.
U gradu djeluje nogometni klub Teplice.

## Vanjske poveznice
- www.teplice.cz Službena internet stranica  Arhivirana inačica izvorne stranice od 1. prosinca 1998. (Wayback Machine) (engl.) (češ.)